# Ada ou l'Ardeur
 (septembre 2021).
Ada ou l'Ardeur (titre anglais original : Ada or Ardor: A Family Chronicle) est un roman de Vladimir Nabokov publié en 1969. C'est la dernière œuvre majeure de l'auteur et celle qui avait sa préférence personnelle.

## Contexte
Quand il se lance dans l'écriture d'Ada ou l'Ardeur, Vladimir Nabokov est déjà un écrivain célèbre, mondialement reconnu par le succès de Lolita. Il vit à Montreux dans un hôtel, ce qui finira également par arriver à ses héros.
Il faudra plusieurs années à Nabokov pour composer cette chronique familiale (comme l'indique le titre original) qui s'étire tout au long de la longue vie des deux protagonistes.
Comme cela figure en quatrième de couverture de l'édition Gallimard de la traduction française de l'œuvre en 1994, Nabokov a déclaré : « Ada est probablement l'œuvre pour laquelle j'aimerais qu'on se souvienne de moi. »

## Style
Ada ou l'Ardeur est le paroxysme du style de Nabokov. L'auteur maîtrise l'artifice du jeu de mots, du décalage, et surtout de la suggestion. Certains se sont plaints que Nabokov en devient parfois opaque pour le lecteur (ce qui peut se comprendre pour les toutes premières pages du texte la première fois qu'on les lit).
La narration à plusieurs degrés, marque de fabrique de Nabokov et déjà poussée fort loin dans Feu pâle, est ici reprise : le livre est censément une autobiographie écrite à la troisième personne par son propre héros, Van Veen. Mais par moments, tout spécialement lors des moments d'émotion forte ou quand il se souvient de passages très personnels, Van ne peut résister à l'envie d'écrire à la première personne. Le passage souple et naturel du « il » au « je » et du « je » au « il » fait comprendre au lecteur qu'il a entre les mains le premier brouillon spontané et vivant du destin d'un homme. En même temps, Ada ajoute des notes au manuscrit de Van, ce qui ajoute encore un degré à la narration du roman. 
Nabokov flirte avec le fantastique en changeant les noms des pays et des lieux, l'histoire se déroulant dans un monde parallèle (Antiterra) caractérisé par exemple par l'ignorance de l'électricité, ou par la conquête russe de l'Amérique du Nord. L'Amérique devient ainsi la Vinelande, du nom que lui auraient donné les premiers explorateurs vikings. Cet univers et la grandiose villa d'Ardis rappelle l'Empire russe, où l'auteur a vécu son enfance.
Nabokov reprend l'alternance de rires et de larmes, par exemple dans un chapitre où il raconte l'histoire grotesque, rappelant Sade, d'une multinationale de la prostitution, ou lors du passage poignant sur le suicide de la sœur d'Ada. C'est le même fonctionnement qui sous-tend un roman entier : La Vraie Vie de Sebastian Knight.
La lettre que Van Veen écrit à son père avant de se battre en duel est également un symbole de l'esprit de Nabokov et de son sens de la dérision.
Le personnage d'Ada n'est pas la narratrice et Van est le véritable héros du roman. Cependant sa relation avec Ada est le fait le plus important de la vie de Van, un petit peu comme l'est la rencontre de Lolita pour Humbert Humbert. 
Le livre est suivi par les Notes de Vivian Darkbloom (notes qui n'étaient pas présentes dans l'édition originale d'Ada). Vivian Darkbloom est un personnage secondaire de Lolita et surtout l'anagramme du nom de l'auteur. Ses notes tendraient à faire croire que certains faits exposés dans Lolita ou Feu pâle sont vrais. Nabokov a toujours aimé faire croire que ses romans sont vrais, et ce dès La Méprise, où le héros prétendait avoir remis à Nabokov son manuscrit pour qu'il le publie à sa place et sous son nom.

## Résumé
Van Veen a 14 ans quand il vient pour la première fois à Ardis, le manoir où vivent sa tante et ses cousines Ada et Lucette. Ada et Van se trouveront une sensibilité commune et vivront fort jeunes une relation amoureuse et charnelle qui les liera à vie.
Le destin éloignera Ada et Van, et manquera de les séparer. Quand leur père, Demon Veen apprendra leur relation il dictera la séparation de ses enfants (Ada et Van sont en fait sœur et frère). Ada se mariera au falot Vinelander, et ce cher Van passera de bras en bras, tailladé par les réminiscences de son Ada. Indirectement, Lucette la sœur d'Ada, folle amoureuse de Van, se suicidera lors d'une croisière sur un navire que prenait également Van.
Il faudra attendre leur vieillesse pour que Van et Ada se retrouvent et à l'heure où Van écrit le roman, ils goûtent ensemble une vieillesse à la hauteur de leur destin.

## Anecdotes
- Deux étés, roman d'Erik Orsenna, publié en 1997, traite de façon humoristique de la difficile traduction en français d'Ada.
- Les personnages dorment dans un hôtel à Lolita (Texas).